# Trenck, der Pandur
Trenck, der Pandur ist ein deutscher Historienfilm aus dem Jahre 1940, der auf einem Bühnenstück von Otto Emmerich Groh beruht. Die Titelrolle des ungarischen Panduren Franz von der Trenck verkörperte Hans Albers, der gleichzeitig noch in zwei weiteren Rollen zu sehen ist: als Vater des ungarischen Panduren und als dessen preußischer Vetter Friedrich von der Trenck.
Der Film, uraufgeführt am 30. August 1940 in Wien, hatte besonders wegen seiner weiblichen Darsteller Unterhaltungswert und war ein Publikumserfolg. In den Jahren ab 1942 lief er in Spanien, nach dem Urteil der Presse schlecht synchronisiert, unter dem Titel Corazón de Fuego sowie in Portugal.

## Handlung
„Der Film spielt um das Jahr 1748 Zu dieser Zeit herrscht zwischen Preussen und Österreich Friede, aber Maria Theresia muss ihre Erbansprüche auf Elsass und Lothringen gegen Frankreich verteidigen. Der Film ist bei Wahrung der historischen Begebenheiten in der Führung seiner Personen frei erfunden.“

Franz von der Trenck, zuletzt Major in russischen Diensten, ist auf Betreiben des russischen Fürsten Solojew zum Tode verurteilt. Dieser will ihn aus dem Weg räumen, weil er hinter Trenks Geliebter Natalie Alexandrowna (E. Flickenschildt) her ist. Diese kann mit einer gefälschten Begnadigung Solowjews die Exekution im letzten Augenblick verhindern und ermöglicht Trenck die Flucht vor dem inzwischen alarmierten Solojew. In diesen Szenen reden alle Darsteller über weite Strecken Russisch.
Trenck kehrt nach Hause, zu seinem Vater, zurück. Dieser ist verärgert, weil der Sohn als Söldner jahrelang in fremden Diensten stand.

„Johann Trenck: Jahr um Jahr hast du dich in aller Herren Länder rumgeschlagen für anderer Herren Länder, Franz. Nur net für dein Land [...] Na ja dein'n Lohn hast ja g'kriegt Als was stehst'n heut' vor mir? Als was? Als ein von diesen fremden Herren verjagter Söldner! Dabei gibt es hier in diesem Land, dessen Sprache du sprichst, eine kluge schöne Kaiserin, für die ich selbst als alter Soldat gern noch einmal kämpfen würd.“

Daraufhin stellt der alte Trenck mit dem Erbteil des Sohnes zur Unterstützung der jungen Maria Theresia ein Panduren-Regiment auf, das der Franz von der Trenck in verschiedene Kämpfe führt.
Fünf Jahre später. Der ebenfalls im Dienste Maria Theresias stehende Major Löwenwalde (H. Hardt) nennt Trencks Panduren Diebe, woraufhin die beiden um die Ehre fechten, bis Löwenwalde in ein Brunnenbecken fällt. Tatsächlich hatte Trencks untergebener Harun Bashi (O. Sima) dem Major einige Utensilien, darunter eine Pergamentrolle gestibitzt. Die mit Löwenwalde befreundete französische Gräfin St. Croix gibt diese Rolle – sie enthält Aufmarschpläne der österreichischen Truppen – als die ihre aus und fordert sie von Trenck erfolgreich zurück. Weiters wirbt Trenck den bisher im Dienste Löwenwalds stehenden Laudon (Gideon Ernst von Laudon) als Rittmeister für das Pandurenregiment an. Kurz darauf begibt sich Prinzessin Deinhartstein unter Trencks Schutz, sie soll gegen ihren Willen in Wien mit dem Fürsten Solojew verheiratet werden. Trenck, der wegen einiger Vorfälle in Wien von Maria Theresia (Käthe Dorsch) erwartet wird, horcht beim Namen des Bräutigams auf. Er verspricht ihr, die Sache ganz gewiss in Ordnung zu bringen.
In Wien erklärt Maria Theresia der Prinzessin, dass sie auf der Heirat bestehen müsse, um Russland als sicheren Verbündeten zu halten. Trenck wird von der Regentin resolut zurechtgewiesen und muss sich mit seinem Regiment dem Fürsten Khevenhüller (Ludwig Andreas von Khevenhüller) unterordnen.

„Khevenhüller: Setzen Sie ihr Regiment noch heute in Marsch! Ich kann Sie gut gebrauchen. Sie werden das rechte Rheinufer besetzen!

Trenck: Eure Exzellenz. Wenn es befohlen wird, auch noch das linke.

Maria Theresia: (für sich, skeptisch) auch noch das linke?! (zu Trenck)  Weiß er den überhaupt, was dem gebührt, der als erster das linke Rheinufer erreicht und die Franzosen von dort vertreibt?

Trenck: Nein, Eure Majestät.

Maria Theresia: Es ist das goldene Schwert der Krone von Ungarn.“

Beim abendlichen Ball erkennt Trenck, dass die Gräfin St. Croix im Bunde mit Solojew die österreichischen Aufmarschpläne den Franzosen überbringen wollen. Trenck flieht mit der Prinzessin aus Wien und begibt sich zu seinem Regiment, wo er von seinem Vetter, dem preußischen Trenck Friedrich auf der Reise nach Wien, erwartet wird. Franz überzeugt seinen Vetter, sich an seiner statt von der herannahenden Polizei verhaften und nach Wien bringen zu lassen. Der Preuße geht darauf ein, in Wien gibt er sich wieder mit seiner richtigen Identität aus und überbringt Maria Theresia eine Botschaft von Friedrich dem Großen (Friedrich II. (Preußen)), „ihrem Vetter“.
Am Rheinufer gelingt es Trenck, Khevenhüller davon zu überzeugen, ihm einige Tage Zeit zu lassen, um den Anführer der Verräter aufzugreifen. Der ist sein Landsmann, Oberstleutnant Prokop (K. Fochler), welcher zu den Franzosen übergelaufen ist und in deren Armee als Oberst dient. Trenck begegnet neuerlich der Gräfin St. Croix. Sie ist die Schwester des französischen Oberbefehlshabers und hat die Vollmacht, Trenck eine Stelle als General anzubieten. Trenck geht im Schein darauf ein und übergibt falsche Aufmarschpläne der österreichischen Armee. Es gelingt ihm, Prokop durch einen patriotischen Appell auf seine Seite zu ziehen. Prokop hilft ihm nun bei der Beschaffung der französischen Aufmarschpläne, kommt aber bei der anschließenden Flucht um. Trenck gelangt zu seinen Truppen und erreicht einen fulminanten Sieg.
Im Beisein von Laudon und der Prinzessin Deinhartstein wird Trenck von Maria Theresia zum Oberst befördert und erhält das goldene Schwert der Krone von Ungarn.

## Hintergrund
Die Dreharbeiten fanden von Januar bis April 1940 in der Umgebung von Berlin und am Neuen Palais in Potsdam statt. Uraufführung war am 23. August 1940 in Wien und am 30. August 1940 in Berlin. Bis Kriegsende hatte der Film eine Laufzeit von ca. 96 Minuten, 1953 wurde er erneut geprüft und in einer Fassung von 84 Minuten zur Vorführung freigegeben.
Der 1940 gedrehte Film spielt vorwiegend um 1748, in jener Zeit befand sich Österreich-Ungarn mit Frankreich, nicht aber mit Preußen im Krieg. Tatsächlich jedoch waren Trencks Panduren während der ersten beiden Schlesischen Kriege 1741 bis 1745 an Kampfhandlungen gegen Preußen beteiligt. In dieser Zeit war auch Freiherr Laudon in Trencks Regiment. Weiters waren um 1748 weder der österreichische noch der preußische Trenck in den im Film genannten Funktionen tätig. Der Pandur war seit 1746 inhaftiert und starb 1749 in Brünn. Sein Vetter floh 1746 aus der Festungshaft in Glatz und galt danach in Preußen als fahnenflüchtig. Auch in der Fernsehserie von 1973, Die merkwürdige Lebensgeschichte des Friedrich Freiherrn von der Trenck, kämpft Franz von der Trenck noch 1747 vor Passau.
Im Film ficht der Pandur mit einem Major Löwenwalde und lässt diesen baden gehen. Im Eintrag für Franz Trenck im BLKÖ wird erwähnt, dass Trenck dem Löwenwalde für einen Insult einen Fußtritt angeboten hatte, und dass dieser 1746 Präsident des gegen ihn geführten Kriegsgerichts war. In Trenck (1932) ist Löwenwalde der Präsident des österr. Gerichtshofes und wird von Paul Hörbiger dargestellt.

## Kritik
„Ein militär- und spionageabenteuerlicher Unterhaltungsfilm in flotter Inszenierung und Darstellung. Der Film geriet freilich derart zum Loblied auf pralles Soldatentum, daß er 1953 erst nach starken Schnitten von der FSK zur Vorführung freigegeben wurde.“

„Ein nationalsozialistischer Propagandafilm mit deutlich antifranzösischen Tendenzen und ein Lobgesang auf hehres Soldatentum.“

„Ein übler nationalsozialistischer Propagandafilm, in dem Publikumsliebling Hans Albers den starken Mann gibt, der nicht nur jedes Frauenherz höher schlagen lässt, sondern natürlich auch jeder Gefahr trotzt und sie besteht.“